# Gryllotalpa gryllotalpa
Il grillotalpa (anche femminile, "la grillotalpa"; Gryllotalpa gryllotalpa Linnaeus, 1758) è un insetto ortottero della famiglia dei Grillotalpidi.

## Descrizione

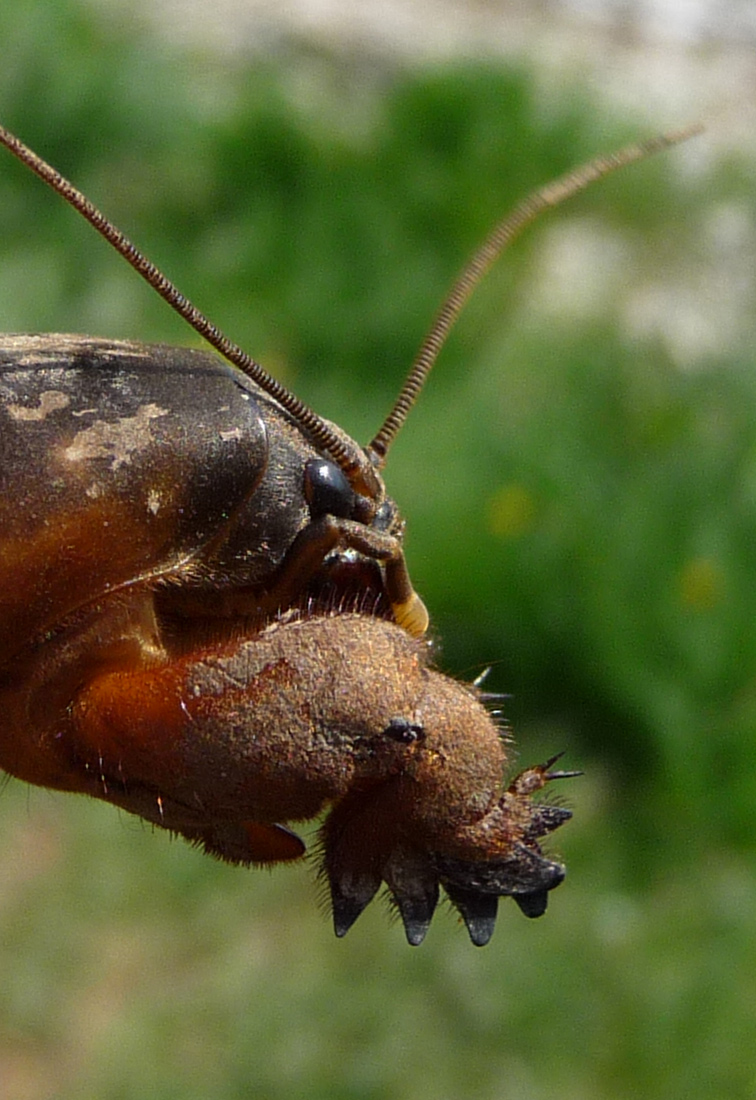
Particolare della testa e delle zampe anteriori

Il grillotalpa è inconfondibile fra gli ortotteri per via della sua particolare conformazione: di colore fulvo-brunastro e ricoperto da una peluria vellutata, può raggiungere i 5 centimetri di lunghezza ed è caratterizzato da arti anteriori trasformati in delle sorte di palette denticolate a mo' di rastrello (zampe fossorie), allargati e appiattati, robusti e denticolati, atti a scavare. La parte anteriore del corpo è particolarmente robusta e sclerificata, mentre le antenne sono più brevi rispetto agli altri ensiferi. È in grado di volare, se ne ha necessità: le ali anteriori sono corte, poco sviluppate e dure, mentre quelle posteriori, più sviluppate, sono più lunghe delle elitre. Il maschio è provvisto di un organo stridulante, mentre la femmina è priva dell'ovopositore esterno tipico degli altri ensiferi.

### Biologia
Il grillotalpa scava la sua tana appena sotto la superficie del terreno, creando un cunicolo del diametro di un dito che è visibile anche dall'esterno, dato che causa un leggero rialzamento del suolo; predilige i terreni morbidi e umidi, specie quelli torbosi o ricchi di humus. L'accoppiamento avviene tra maggio e giugno e le uova vengono deposte in camere sotterranee più ampie, che la femmina rimane a sorvegliare. Ogni nido può contenere fino a 300-400 uova, che sono raggruppate in ooteche sferiche non più grandi di una pallina da tennis. Il ciclo di vita è biennale: la schiusa avviene dopo circa venti giorni dalla deposizione delle uova, ma i piccoli rimangono nella tana fino alla seconda muta, in autunno, dopo la quale scendono alla profondità di un metro per svernare, e in primavera riemergono passando allo stato di ninfe; l'adulto appare in estate e sverna una seconda volta. La femmina è matura e può deporre le uova al terzo anno di vita, una longevità senza pari fra gli ortotteri.
Pur nutrendosi anche di larve di altri insetti, inclusi alcuni dannosi, il grillotalpa è considerato nocivo per l'agricoltura perché si ciba delle radici delle piante e dei tuberi. Ha diversi nemici naturali, tra cui piccoli mammiferi (toporagno, riccio, talpa) e uccelli (storno, upupa, merlo).

## Distribuzione
Il grillotalpa è diffuso pressoché in tutta Europa, con l'eccezione di alcuni paesi settentrionali (Islanda, Norvegia, Finlandia) ed in Corsica dove non è segnalato. È presente inoltre in Africa settentrionale e Asia occidentale ed è stato involontariamente importato anche negli Stati Uniti orientali, probabilmente con dei carichi di piante ornamentali.

## Danni e lotta

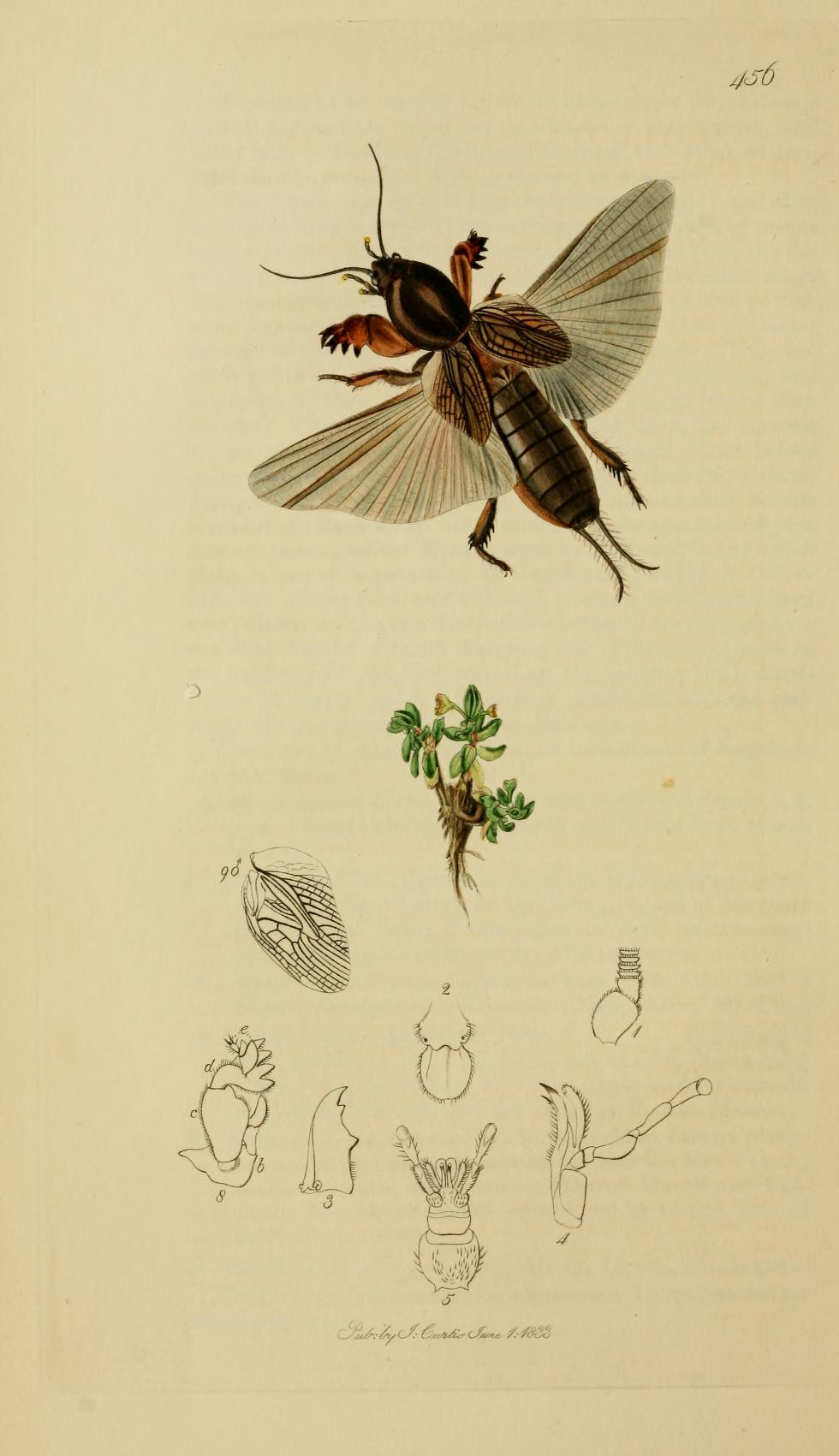
Illustrazione di un grillotalpa in volo da British Entomology, di John Curtis

Il grillotalpa può risultare molto dannoso per le coltivazioni; è polifago, nutrendosi di una vastissima gamma di piante, di cui attacca in particolare le radici; oltre a cibarsene, le trancia per scavare le sue gallerie e anche quelle che non vengono danneggiate in questo modo subiscono gli effetti del disseccamento del terreno dovuto alla sua azione. È quindi una delle specie più pericolose per le coltivazioni in Europa ed Asia occidentale; fino agli anni Ottanta nella regione di Stavropol' provocava regolarmente la perdita del 30% delle piante nei campi di tulipani e gladioli, mentre altri studi hanno rilevato ingenti danni ai campi di cotone in Azerbaigian. Uno studio condotto in Italia l'ha classificato come l'insetto che causa maggiori danni al manto erboso di parchi, campi sportivi e prati da golf, una situazione spesso peggiorata dalle cornacchie che scavano l'erba in cerca delle sue neanidi.
Per combatterlo è possibile distruggere le sue gallerie e i suoi nidi vangando il terreno, specialmente dalla fine di maggio a tutto giugno, oppure può essere intrappolato interrando dei barattoli di vetro a filo del terreno. Gli esemplari che svernano sono attratti dal letame di cavallo, che può essere usato per stanarli e quindi ucciderli. Tra i rimedi chimici sono indicati il piretro (che è anche compatibile con l'agricoltura biologica), il methiocarb, il cherosene e l'azadiractina. È inoltre possibile combatterlo favorendo la presenza dei suoi predatori naturali nonché diffondendo artificialmente altri organismi dannosi nei suoi confronti, come i nematodi del genere Steinernema (in particolare S. scapterisci e S. carpocapsae), lo sfecide Larra bicolor, i carabidi del genere Stenaptinus, la mosca rossa brasiliana Ormia depleta e alcune specie di funghi, ad esempio Beauveria bassiana e Metarhizium anisopliae.

## Curiosità
Nel rugby si utilizza il termine "grillotalpa" per indicare la capacità di un giocatore di infilarsi nella ruck e rubare la palla agli avversari; questo perché rimanda alla capacità del grillotalpa di utilizzare le zampe anteriori per "estrarre" con forza la terra (nel caso del rugby l'ovale).